# Брандт, Генрих (режиссёр)
Генрих Брандт  (нем. Heinrich Brandt) (19 августа 1891 Дюссельдорф, Германия — после 1933 года) — немецкий режиссёр и сценарист немого кино, театральный и литературный критик, журналист.

## Жизнь и работы
Брандт изучал искусство и литературу и, защитившись, получил учёную степень кандидата наук. Он был в это время ассистентом литературного института при университете Киля. Затем Брандт работал журналистом в качестве театрального и литературного критика. Потом по собственной инициативе перешёл работать как режиссёр сцены в родной Дюссельдорф и в Дрезден, временно был руководителем Бухарестского придворного театра, а также Немецкого театра в Хельсинки.
В конце войны (1918 год) Генрих Брандт увлекается фильмами и начинает работать в качестве сценариста. Два года он был руководителем производства художественных фильмов немецкой национальной компании «Немецкого фото-общества» (Deutsche Lichtbild-Gesellschaft). В 1921 году Генрих Брандт предпринял режиссёрский дебют, сняв «Мстителя Давоса». В начале 1924 года он совершил рабочее путешествие по Швейцарии, последующие профессиональные путешествия вели его в Венецию, Рим и Париж. В 1926 году он прекращает заниматься выпуском кинофильмов и обращается, вероятно, к теории кино. Точно также, как Эрве Дюмон (Hervé Dumont) написал историю Швейцарского кино, так же и Брандт с 1933 года становится „одним из самых авторитетных кино-теоретиков нацизма“.
Генрих Брандт был женат на актрисе Гертруде Арнольд (Gertrud Arnold).

## Фильмография
- 1919: Мисс Сара Симпсон (Miss Sarah Simpson) (сценарий)
- 1921: Чёрная роза фон Круска  (Die schwarze Rose von Cruska) (сo-режиссёр)
- 1922: Борьба вокруг себя (Der Kampf ums Ich) (режиссёр и сценарий)
- 1923: Духовидец (Der Geisterseher)
- 1924: Мститель Давоса (Der Rächer von Davos) (режиссёр, сосценарий)
- 1925: Найденная невеста (Die gefundene Braut) (сценарий)
- 1926: Сила в вере (In Treue stark) (режиссёр)
- 1926: Борьба полов (Kampf der Geschlechter) (режиссёр)